# 寺田屋事件
寺田屋事件（てらだやじけん）は、江戸時代末期の文久2年4月23日（1862年5月21日）、伏見の旅館・寺田屋に滞在していた尊皇攘夷の過激派志士が弾圧された事件。
薩摩藩の事実上の指導者で藩主茂久の父島津久光はこのとき公武合体を推進する立場で、自らの入京を機に勝手に挙兵討幕を企てる薩摩藩士有馬新七らを快く思わず、志士らの暴発を防止しようと、藩士に命じて従わぬものを上意討ちさせた。同郷の藩士同士が斬り合う凄惨な乱闘となり、7名が死亡して2名が致命傷を負い、後に切腹したものを含めて9人の殉難者を出した。事件後、久光は多くの志士を京都から追放し、勅使大原重徳を擁して江戸に向い、一橋慶喜を将軍後見職、松平慶永を政事総裁職とする幕政改革を行った。
別名に寺田屋騒動（てらだやそうどう）とも呼ばれる。

## 経緯
藩兵千名を率い上洛した久光は日本中の尊王派の希望をその身に背負っていた。しかし久光にはこの当時は倒幕の意志はなく、公武合体がその路線であった。また久光は秩序を重んじる厳しい性格で、すでに西郷隆盛、村田新八、森山新蔵を捕縛して大坂から帰藩させるように命じて粛清しており、京都の志士の思惑とは全く趣を異にした考えの持ち主であった。それで4月13日に伏見に到着した久光は、16日に入京し、朝廷より志士始末の命を授かる。
この展開に驚愕した薩摩藩の過激派は、憂国の念から憤激し、有馬新七、柴山愛次郎、橋口壮介らは、諸藩の尊王派志士、真木和泉、田中河内介らと共謀して、関白九条尚忠と京都所司代酒井忠義を襲撃してその首を持って久光に奉じることで、無理矢理にでも蜂起を促すということに決した。この襲撃の前に、根城としていた薩摩藩の二十八番長屋から出て、伏見の船宿寺田屋に集まることを計画していたが、当時寺田屋は薩摩藩の定宿であり、このような謀議に関しての集結場所としては格好の場所だったようである。
志士暴発の噂を聞いていた久光は、側近の大久保一蔵、海江田武次、奈良原喜左衛門を次々に派遣して説得を命じ、藩士を抑えようと試みたが失敗した。23日、薩摩藩邸では永田佐一郎が翻意し、決起を止めようとしたが止められなかったために切腹した。これによって計画の決行日が迫ったことを知った在番役高崎左太郎、藤井良節（工藤左門）の二人は急ぎ京都に注進した。久光は驚き、出奔藩士を藩邸に呼び戻して自ら勅旨と今後の方針を説明して説得しようと考えたが、一方で従わぬ場合には上意討ちもあると言い含めて、奈良原喜八郎、大山格之助、道島五郎兵衛、鈴木勇右衛門、鈴木昌之助、山口金之進、江夏仲左衛門、森岡善助の特に剣術に優れた藩士8名を鎮撫使に選び、派遣することにした。奈良原、道島、江夏、森岡が本街道を、大山、鈴木、山口が竹田街道を進んだ。後から上床源助が志願して加わり、計9名となった。

### 寺田屋騒動
23日夜、寺田屋に到着すると、奈良原喜八郎ら4名は有馬新七に面会を申し出たが、2階から橋口伝蔵に「いない」と言われて断られたので、江夏と森岡が力づくで2階に上がろうとして押し問答した。柴山愛次郎が応対して1階で面談することになった。有馬と田中謙助、橋口壮介が降りてきて議論に加わったが、埒が明かず、薩摩藩士はともかく藩邸に同行するように求めたが、これが拒否された。そこに大山ら4名が追いつき、寺田屋に入った。奈良原は説得を続けたが、君命に従わぬのかと激高する道島が「上意」と叫んで抜打ちで田中謙助の頭部を斬り、こうして“同志討ち”の激しい斬り合いが始まった。
斬られた田中謙助は眼球が飛び出たまま昏倒。山口も抜刀して背後から柴山愛次郎を斬り捨て、これらを見た有馬新七は激高して道島に、橋口壮介は奈良原に斬りかかった。有馬は剣の達人であるのだが、渡り合っていて刀が折れたので、道島に掴みかかって組み合い壁に押さえつけた。近くにいた橋口吉之丞は狼狽してか加勢できずにいたので、有馬が「我がごと刺せ」と命じ、橋口吉之丞はその言葉に従って有馬の背中から道島と共々貫いて両名を絶命させた。他方、橋口壮介は奮戦していたが、奈良原に肩から胸まで斬られて倒れ、最期に水を所望して飲んだ後で息絶えた。森山新五左衛門はちょうど厠に降りてきたところにこのような斬り合いが始まり、斬られて重傷を負った。大山格之助は梯子下で待っていて、騒動を聞いて降りてきた弟子丸龍助を刺殺し、さらに降りてきた橋口伝蔵の足を払った。橋口伝蔵は立ち上がって刀を振るい、鈴木勇右衛門の耳を切り落としたが、鈴木昌之助に刺されて絶命した。そこにまた降りてきた西田直五郎を森岡が槍で突き、西田は転がり落ちたが、刀を振るって森岡と相打ちのような形で息絶えた。
2階は下の状況がわかっておらず、美玉三平（高橋親輔）は伏見奉行の捕方が来たと誤解して「捕方だ、防戦せよ」と叫んだことから、柴山竜五郎を先頭に各々抜刀して1階に降りてこようとしたので、奈良原は刀を投げ捨ててこれに立ち塞がり、「待ってくれ、君命だ、同志討ちしたところで仕方がない」と、ともかく剣を収めて同行するように求めて「仔細な話は直接久光公に聞いてくれ」と訴えた。1階の別の部屋にいた（志士側の）真木和泉と田中河内介が出てきてこれに同調して説得したので、ようやく治まった。

### 騒動の始末

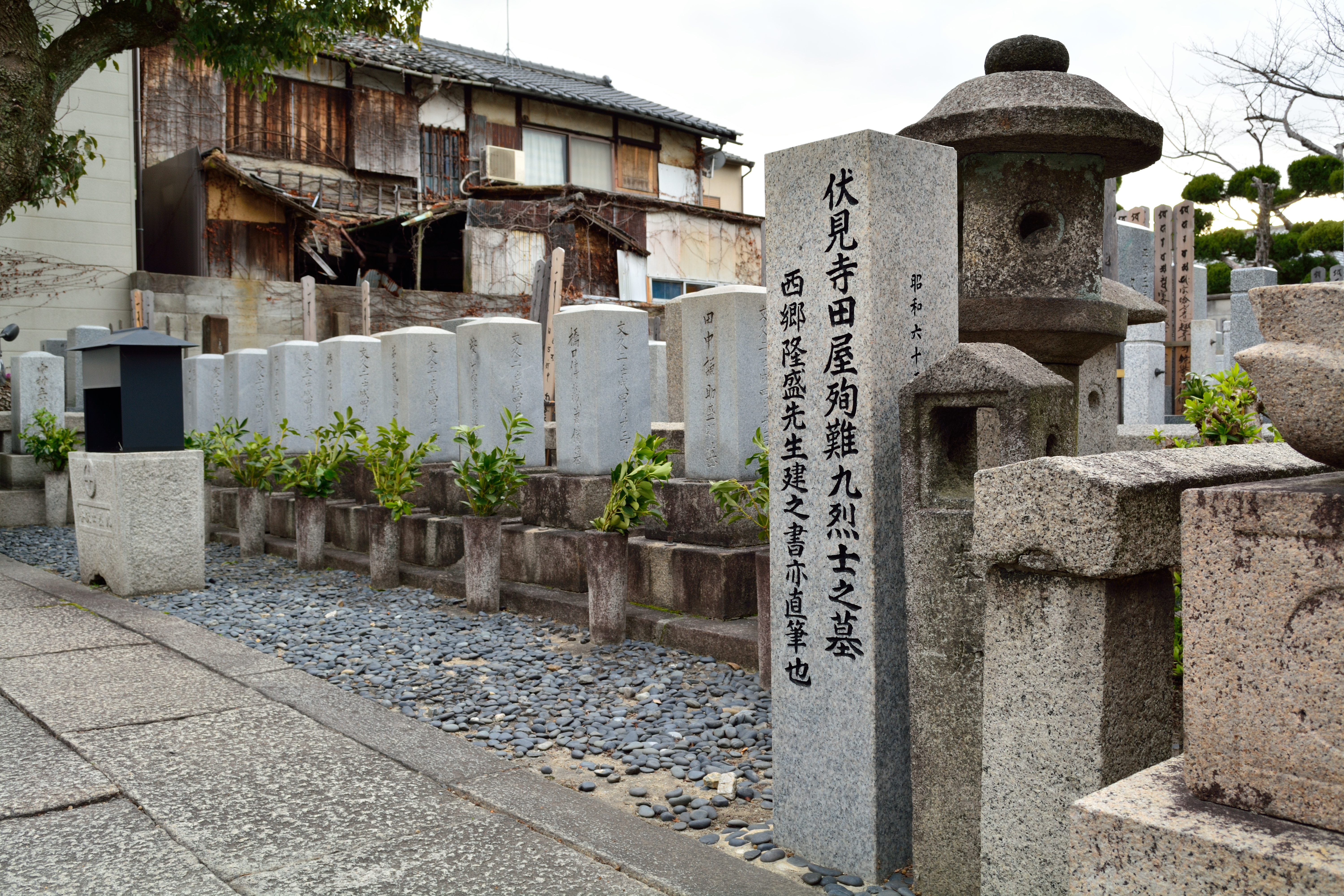
大黒寺の伏見寺田屋殉難九烈士之墓

この戦闘によって、鎮撫使側では1名（道島五郎兵衛）が死亡、1名（森岡善助）が重傷、4名（奈良原喜八郎、山口金之進、鈴木勇右衛門、江夏仲左衛門）が軽傷を負った。残りの3名は無傷だった。志士では、6名（有馬新七、柴山愛次郎、橋口壮介、西田直五郎、弟子丸龍助、橋口伝蔵）が死亡、2名（田中謙助、森山新五左衛門）が重傷を負ったが、この負傷者2名は後で切腹させられた。
まだ2階にいた尊王派の薩摩藩士の大半は投降し、美玉三平などは逃亡した。岩元勇助、西郷信吾、大山弥助、三島弥兵衛、木藤市助（市之介）、伊集院直右衛門、篠原冬一郎、坂元彦右衛門、森新兵衛（真兵衛）、深見休蔵、吉原弥二郎、永山弥一郎、柴山龍五郎、是枝万助（柴山矢吉）、林正之進、谷元兵右衛門、吉田清右衛門、町田六郎左衛門、有馬休八、岸良三之介、橋口吉之丞の21名が帰藩謹慎を命じられた。
なお、京都藩邸で療養中の薩摩藩士山本四郎（義徳）もこれに加わるところであったので、帰藩謹慎が命じられた、しかし彼はこれを佳しとせず、服さなかったので切腹させられた（彼を含めて9人の殉難者が烈士とされた）。
残りの他藩尊王派志士たちの多くも投降し、何人かは逃亡した。真木和泉とその息子真木菊四郎、酒井伝次郎、鶴田陶司、原道太、中垣健太郎、荒巻平太郎、吉武助左衛門、古賀簡ニ、淵上謙三は久留米藩に引き渡され、他数名は土佐藩等の所属する藩に引き渡された。
引き取り手のない浪人は、鹿児島へ送還された。その際、非を悔い改めた暴発派の薩摩藩士たちが、首謀者の浪人を成敗したいと島津久光に申し入れ、承認された。それを知らない浪人の田中河内介とその息子田中瑳磨介、甥千葉郁太郎、さらには中村主計、青木頼母、そして秋月藩士だが同行を望んだ海賀宮門はこの条件を受け入れ、進んで船に乗った。4月28日、大坂より二船に分乗して出航。5月2日、田中親子は薩摩藩士によって斬殺されて海へ投げ捨てられた。遺体は小豆島に漂着して同地の農民によって埋葬された。海賀、千葉、中村は7日に日向細島沖で決闘と称して斬殺されて海へ捨てられ、遺体は近くの金ヶ浜に漂着。同じく埋葬され、中村を除く2名は殉死者とされた。青木は田中親子と同船で同じく斬られたが、遺体は上がらなかったのか、墓はない。
この事件によって朝廷の久光に対する信望は大いに高まり、久光は公武合体政策の実現（文久の改革）のため江戸へと向かった。